# Hiszpańskie buty
Hiszpańskie buty – narzędzie tortur w formie imadła zamkniętego w drewnianym lub metalowym pudełku. Kiedy dokręcano śrubę, miażdżyła stopę.
„Buty” mogły też zawierać kolce. Popularność zdobyły dzięki prostocie, niewymagającej większych kwalifikacji kata.
W innej wersji tortury polegały na wkładaniu nogi ofiary do metalowego buta (najczęściej coś na wzór pantofla) i podgrzewaniu go.